# Steffen Wiesinger
Steffen Wiesinger (Lauda, 27 novembre 1969) è un ex schermidore tedesco, vincitore di due medaglie di bronzo ai campionati mondiali di scherma.